# 野田弥生
野田弥生（のだ やよい）は、TBSのホームドラマ『渡る世間は鬼ばかり』に登場する岡倉大吉の長女で同ドラマに登場する架空の人物である。長山藍子が演じている。

## プロフィール
- 生年月日：1955年3月27日[2]
- 住所：東京都狛江市和泉本町5-4-2（架空）
- 職業：専業主婦→「聖十字病院」看護師→専業主婦→「ラ・メール」勤務→「ごはんや」勤務→「北川保育園」ボランティア→専業主婦→喫茶「花」経営
- 資格：看護師、訪問看護師

## 来歴・人物
岡倉大吉・節子夫婦の長女として誕生。のんびりした優しい性格だが、芯が強く頑固な一面もある。
勉強がよくできて大学に進学もできる学力があったが下の妹たちがいることを考え看護専門学校に進む。卒業後看護師として勤務していた病院の入院患者であった野田良と結婚。結婚後は専業主婦となり、あかりと武志をもうける。
しかし、子供達が勉強ができず進学問題がうまく行かず、無力さを感じる。
第1シリーズ当初は、夫や子供達からは3食昼寝付きのお手伝いさんとして見られておりこのまま専業主婦で過ごしたくないと思うようになり、看護師として「聖十字病院」に再就職するが、家族からは理解されなかった。しかし、ハナは理解を示し、良や孫に掃除や料理を教える。徐々に子供達が理解を示すようになり、家事を手伝うようになった。
第1シリーズ後半、大阪で良の長男夫婦と住む姑・ハナが脳梗塞で倒れてしまい、長男夫婦がハナの面倒を見ることが出来ないと知った弥生は、看護師を辞め、自らハナを自宅で介護することを決意する。最初は家族や節子に反対されるも、良が許可したことでハナを引き取る。看護師を辞職後、弥生は献身的にハナの介護にあたった。ハナは徐々に回復していき、共に介護に協力した家族の絆も深まった。
第2シリーズで良がいわき市へ転勤する事になった際は、ハナの介護と子供達の学校事情のため、単身赴任を要求。しかし、弥生がいわき市の社宅に訪れるも、良がジョギングや陶芸や釣り、茶の湯に凝ったり、若手社員や秋葉を連れて来たりと、一人取り残され寂しさを感じた。また、あかりが女優になったことで良との関係が悪くなるが、第2シリーズ終盤で和解した。あかりがいわきにいる事を知って安心するが、結婚については猛反対していた。良は秋葉を知っているので賛成だった。秋葉の影響で良とあかりが共に農業に進みたがっていたが、最終的に庭師になる。
岡倉5人姉妹の中で進学問題の時から最も子供たちに苦労させられており、また本人も子離れが出来きず特にあかりの第3シリーズでの結婚、第8シリーズでの再婚には猛反対した。第4シリーズで武志が誰にも相談や報告をせずに結婚した時には大きなショックを受け、佐枝のことを嫁として認めなかった。しかし、佐枝の出産の付き添いで佐枝の人柄を理解し、後に武志の嫁として認めるようになった（最終シリーズで離婚）。岡倉家に50万円のタンス預金をしていたが、タキが盗んだと疑ったが、タキはポーンと50万出してくれた。実は文子が無断拝借していたので謝罪し、岡倉を出る。
その後、フランス料理店「ラ・メール」での勤務を経て、会社を退職した良が仲間と共に立ち上げた「ごはんや」で働く。しかし、第8シリーズで良と一緒に退職し、看護師の経験を活かして孫・勇気が通っていた「北川保育園」で体調不良の園児を預かるボランティアを行う。
次第に孫たちも成長し、再び孤独を感じていたが、2017年に自宅を改装し、お年寄りが気軽に集まれるようにと喫茶「花」をオープンし、佐江と切盛りしている。なお、勇とも交流が増え、親父バンドの勧誘も行うようになる。
シリーズ開始当初は長女であり、姉妹の中で時間的にも金銭的にも最も余裕があったため姉妹の親戚づきあいに節子と行動をともにすることもよくあり、節子も長女の弥生を頼りにしていた。「おかくら」に来るときも買い物帰りでデパートの袋を持っていたり、仲人の帰りなど有閑マダムのような生活が垣間見れたが、第4シリーズ以降子供たちの結婚と離婚問題が起きた上に第5シリーズ以降は良が脱サラしてごはんやを始めてからはそれまでの余裕はなくなってしまった。しかし干渉はしないものの4人の妹たちを気にかけている。
長山藍子と息子役の岩淵健は1985年のTBSテレビ『花王愛の劇場・愛ってなに』以来、5年ぶりに再共演している。

## 家族・親戚
- 夫：野田良（会社員→「ごはんや」社長→庭師）（演：前田吟）
- 姑：野田ハナ（専業主婦、大阪の野田家在住→東京の野田家在住→大阪の老人ホーム在住→東京の野田家在住→大阪の老人ホーム在住）（演：杉山とく子×）

### 岡倉家
- 父：岡倉大吉×（会社員→「おたふく」板前→「おかくら」店主、2014年冬死去）（演：藤岡琢也×→宇津井健×）
- 母：岡倉節子×（専業主婦→「おかくら」初代女将、1998年秋死去）（演：山岡久乃×）
- 伯母：森山珠子（ハワイ在住、お金持ちの未亡人）（演：森光子×）
- 妹：小島五月（「幸楽」2代目女将）（演：泉ピン子）
- 妹：高橋文子（食品会社勤務→専業主婦→「あさま」従業員→「FTトラベル」社長）（演：中田喜子）
- 妹：大原葉子（照明デザイナー→一級建築士）（演：野村真美）
- 妹：本間長子（大学生→銀行員→専業主婦→病院院長秘書→翻訳家→「おかくら」従業員→専業主婦→「おかくら」従業員→「本間クリニック」手伝い）（演：藤田朋子）

### 子供
- 長女：野田あかり（高校生→女子短大休学→女優→女子短大復学→「おかくら」アルバイト→いわき市で父と生活→秋葉家で住込→専業主婦→おむすび移動販売経営→海外失踪中）[3]（演：山辺有紀）
- 長男：野田武志（中学生→高校生→「村上モータース」勤務→自動車工場経営→無職→「村上モータース」勤務）[4]（演：岩渕健）

### 孫
- あかりの長男：野田勇気（乳児→「北川保育園」園児→小学生→中学生→高校生）（演：山内秀馬→渡邉奏人）
- 佐枝の連れ子：横川良武（乳児→小学生→中学生→高校生）（演：吉田理恩）
- 里子：合田篤（小学生）（演：小林海人）

勇気の小学生の頃の友達で、母親がくも膜下出血で死亡。親戚も父親もおらず、一時施設に預けられていたが、勇気が引き取って一緒に暮らしたいと良や弥生に懇願。里子として野田家で暮らすことになった。2015年以降は未登場。